# Loi sur les droits parentaux en matière d'éducation (Floride)
Lire en ligne

https://www.flsenate.gov/Session/Bill/2022/1557/BillText/Filed/PDF

La Loi sur les droits parentaux en matière d'éducation de Floride, communément surnommée par ses détracteurs « Don't Say Gay » (« Ne dites pas gay » en français) est une loi introduite et adoptée en 2022 qui définit de nouveaux statuts pour l'enseignement primaire en Floride, interdisant plus particulièrement les discussions en classe sur l'orientation sexuelle ou l'identité de genre de l'école maternelle au third grade (en) (équivalent du CE2 français ou de la 3e primaire du système éducatif belge ou de la 3e année du système éducatif québécois aux États-Unis) dans les districts scolaires publics de Floride ou l'enseignement sur l'orientation sexuelle ou l'identité de genre d'une manière qui n'est pas « appropriée à l'âge ou au développement des élèves », peu importe la classe. Le gouverneur de Floride, Ron DeSantis, a signé la proposition de loi le 28 mars 2022, qui est entré en vigueur le 1er juillet 2022.
Le 19 avril 2023, le Conseil de l'éducation de Floride a voté en faveur de l'extension de l'interdiction pour les enseignants de discuter en cours des sujets liés à l'orientation sexuelle ou à l'identité de genre dans les classes de la fourth grade jusqu'à la twelfth grade (équivalent de la terminale française ou de la 6e secondaire belge ou de  la 1re année du Cégep québécois aux États-Unis). Toutefois, les professeurs de ces classes pourront y déroger dans deux cas : le premier cas est le cas où les élèves poseraient à leur professeur des questions de manière spontanée qui sont liées à l'orientation sexuelle ou l'identité de genre et le second cas est le cas des cours liés à la santé et à la reproduction où les enseignants pourront discuter avec les élèves des sujets liés à l'orientation sexuelle et à l'identité de genre. Les parents pourront toujours retirer leurs enfants de ces cours quand le sujet est abordé.
La loi a été critiquée alors qu'elle n'était que la proposition de loi House Bill 1557 par certaines personnes ainsi que par de grandes entreprises, car elle empêche aux élèves des classes primaires (de la maternelle au third grade) d'être éduqués aux questions d'orientation sexuelle et d'identité de genre. La Walt Disney Company, entre autres, a manifesté son opposition, sous la pression de ses employés, ce qui a donné lieu à une passe d'armes entre le gouverneur DeSantis et la société Disney, conduisant à une remise en cause des privilèges fiscaux de Disney en Floride.

## Projet de loi
La loi a été proposée par le représentant républicain Joe Harding et le sénateur républicain Dennis Baxley. Selon ses partisans, cette proposition de loi concerne les droits parentaux : « Cette proposition de loi vise à défendre la plus grande responsabilité qu'une personne puisse avoir : être un parent », a déclaré M. Harding le 20 janvier, selon le journal The Hill.
La proposition de loi a été combattue par l'American Bar Association (ABA), Equality Florida et le président américain Joe Biden. Malgré cela, en février 2022, la proposition de loi a été adoptée par la Chambre des représentants de Floride. 
Le président de l'ABA, Reginald Turner, avait expliqué dans une lettre du 16 février 2022 aux législateurs de Floride pour expliquer l'opposition de l'ABA à la proposition de loi car Turner estime que « les lois qui inhibent les représentations positives des personnes LGBTQ de tous âges favorisent une culture hostile assaillie par l'intimidation et la violence physique envers les élèves LGBTQ ».
Le président américain élu en décembre 2020 Joe Biden a condamné le fait que la proposition de loi 1577 interdirait les discussions sur l'orientation sexuelle dans les écoles primaires et a qualifié la proposition de loi comme étant « haineuse » envers les élèves LGBT+.
La version de la Chambre de la proposition de loi (HB 1557) a ensuite été adoptée par le Sénat de Floride en mars 2022, avec le soutien total de Baxley.
Après l'adoption de la loi par le gouverneur DeSantis, l'ONG Equality Florida a accusé le gouverneur d'avoir « endommagé la réputation de lieu accueillant et inclusif pour toutes les familles de notre État ». Dans un communiqué, l'ONG dira même que non seulement DeSantis a fait de la Floride la risée de tous au niveau national mais il avait en plus rendu les écoles moins sûres pour les enfants.

## Critiques
Les défenseurs de la proposition de loi affirment que les discussions sur la sexualité et l'identité de genre devraient être gérées par les parents d'un enfant et non par les écoles ; Christina Pushaw, attachée de presse du républicain DeSantis, a qualifié la HB 1557 de « proposition de loi anti-pédopiégeage ». 
Les opposants à cette loi affirment que celle-ci pourrait stigmatiser davantage les élèves LGBT+ et que les écoles devraient être un lieu où les sujets LGBT sont discutés.
Certains conservateurs, comme le commentateur politique Matt Walsh (en), affirment que la House Bill 1577 ne va pas assez loin. L'ancienne candidate aux primaires du Parti démocrate pour l'élection présidentielle de 2020 Tulsi Gabbard avait également soutenu le fait que la proposition de loi aurait dû être plus étendue. En effet, en 2022, elle avait même déclaré qu'au lieu de la maternelle au third grade, la législation devrait englober les élèves de la maternelle au twelfth grade.

## Avis des électeurs
L'enquête de l'Université de Floride a montré que les électeurs floridiens étaient divisés - 49 % ont exprimé une opposition (pleine ou partielle) à la loi, tandis que 40 % ont exprimé leur soutien (soutien complet ou partiel). Toutefois, la petite taille de l'échantillon de l'enquête révèle une marge d'erreur élevée.
Par comparaison, le sondage de la société républicaine de sondage et d'enquête Public Opinion Strategies a révélé que 61 % des électeurs floridiens soutiennent la législation tandis que 26 % s'y opposent, 67 % des parents soutiennent la législation tandis que 24 % s'y opposent, et 51 % des démocrates soutiennent la législation tandis que 29 % s'y opposent.
Aucun sondage n'est concluant et les sondages ne sont pas unanimes. Selon le Wall Street Journal, la façon dont la Floride applique la loi pourrait également faire changer d'avis l'opinion publique.

## Défis juridiques et impact économique
Certains juristes craignent que la loi proposée en Floride ne viole le premier amendement de la Constitution des États-Unis et ne soit potentiellement inconstitutionnelle.
Le 31 mars 2022, une action en justice a été déposée devant un tribunal fédéral au nom d'Equality Florida et de Family Equality, afin de bloquer la proposition de loi au motif qu'elle serait inconstitutionnelle. L'action en justice allègue que la loi viole les droits constitutionnels à la liberté d'expression, à l'égalité de protection et à l'application régulière de la loi pour les élèves et les familles, et soutient que la loi relève d'une volonté de « contrôler les jeunes esprits » qui empêche les écoliers de vivre « leur véritable identité à l'école ».
À la suite de multiples poursuites judiciaires contre cette loi, en mars 2024, un accord juridique a clarifié sa portée et précise que la loi n'interdit pas les bibliothèques scolaires de disposer de livres mettant en avant du contenu LGBT pourvu qu'ils ne soient pas utilisés pour l'enseignement; aux élèves de faire (et de faire partie) des alliances gay-hétéro dans les collèges et lycées de Floride; aux professeurs de dévoiler leur orientation sexuelle et de discuter de l'orientation sexuelle ou de l'identité de genre en dehors des heures de cours. En revanche, le règlement réaffirme fermement le fait que la loi interdit le fait qu'on affirme la supériorité d'une orientation sexuelle ou d'une identité de genre sur une autre.
Selon Forbes, cette loi pourrait avoir des répercussions négatives sur le secteur du tourisme en Floride, qui représente 97 milliards de dollars.